# Carl Starfelt
Carl Anders Theodor Starfelt (Stoccolma, 1º giugno 1995) è un calciatore svedese, difensore del Celta Vigo.

## Caratteristiche tecniche
È un difensore centrale forte fisicamente ed abile nei duelli aerei.

## Carriera

### Club
Giovanili e crescita in patria
Cresciuto nelle giovanili del Brommapojkarna, esordisce in prima squadra il 9 marzo 2014 in occasione di un match di Svenska Cupen pareggiato 0-0 contro lo Jönköpings Södra.
Goteborg
Nel gennaio 2018 è stato acquistato dall'IFK Göteborg, si impone come titolare trovando 44 presenze con 1 goal a segno.
Rubin Kazan
In seguito alle buone prestazioni, il 12 luglio 2019 viene acquistato dal Rubin per circa 1 milione di euro, dove trascorre due stagioni totalizzando 39 presenze e 3 goal.
Celtic
Il 21 luglio 2021 viene acquistato dal Celtic. In Scozia, realizza il suo periodo vincente contribuendo alla vittoria di tre Scottish Premiership, due coppe di lega scozzesi e una coppa scozzese con Ange Postecoglu in panchina. Assieme a Cameron Carter-Vickers ha preso parte ad un ottimo duo difensivo, in due stagioni totalizza 87 presenze con 3 goal in tutte le competizioni.
Celta Vigo
Il 10 agosto 2023 viene acquistato dal Celta Vigo per 5 milioni di euro. Il 4 novembre successivo segna il suo primo goal nel pareggio contro il Siviglia per 1-1.

### Nazionale
Dopo essere stato convocato dall'under-20 nel 2014, nel settembre 2020 riceve la sua prima convocazione in nazionale maggiore. L'8 ottobre seguente fa il suo esordio con quest'ultima nel successo per 1-2 in amichevole contro la Russia.

## Statistiche

### Presenze e reti nei club
Statistiche aggiornate al 1º marzo 2024
| Stagione              | Squadra               | Campionato            | Campionato | Campionato | Coppe nazionali | Coppe nazionali | Coppe nazionali | Coppe continentali | Coppe continentali | Coppe continentali | Altre coppe | Altre coppe | Altre coppe | Totale | Totale | Totale |
| Stagione              | Squadra               | Comp                  | Pres       | Reti       | Comp            | Pres            | Reti            | Comp               | Pres               | Reti               | Comp        | Pres        | Reti        | Pres   | Reti   |        |
| --------------------- | --------------------- | --------------------- | ---------- | ---------- | --------------- | --------------- | --------------- | ------------------ | ------------------ | ------------------ | ----------- | ----------- | ----------- | ------ | ------ | ------ |
| 2013                  | Brommapojkarna        | A                     | 0          | 0          | CS              | 1               | 0               |                    | -                  | -                  |             | -           | -           | 1      | 0      |        |
| 2014                  | Brommapojkarna        | A                     | 20         | 0          | CS              | 4               | 0               | UEL                | 4                  | 0                  |             | -           | -           | 28     | 0      |        |
| 2015                  | Brommapojkarna        | S1                    | 16         | 0          | CS              | 1               | 0               |                    | -                  | -                  |             | -           | -           | 17     | 0      |        |
| 2016                  | Brommapojkarna        | D1                    | 22         | 1          | CS              | 6               | 0               |                    | -                  | -                  |             | -           | -           | 28     | 1      |        |
| 2017                  | Brommapojkarna        | A                     | 27         | 1          | CS              | 0               | 0               |                    | -                  | -                  |             | -           | -           | 27     | 1      |        |
| Totale Brommapojkarna | Totale Brommapojkarna | Totale Brommapojkarna | 85         | 2          |                 | 12              | 0               |                    | 4                  | 0                  |             | -           | -           | 101    | 2      |        |
| 2018                  | IFK Göteborg          | A                     | 16         | 0          | CS              | 4               | 0               |                    | -                  | -                  |             | -           | -           | 20     | 0      |        |
| mar.-giu. 2019        | IFK Göteborg          | A                     | 14         | 1          | -               | -               | -               |                    | -                  | -                  |             | -           | -           | 14     | 1      |        |
| Totale Göteborg       | Totale Göteborg       | Totale Göteborg       | 30         | 1          |                 | 4               | 0               |                    | -                  | -                  |             | -           | -           | 34     | 1      |        |
| 2019-2020             | Rubin                 | PL                    | 10         | 0          | CR              | 1               | 0               |                    | -                  | -                  |             | -           | -           | 11     | 0      |        |
| 2020-2021             | Rubin                 | PL                    | 29         | 3          | CR              | 2               | 0               |                    | -                  | -                  |             | -           | -           | 31     | 3      |        |
| Totale Rubin          | Totale Rubin          | Totale Rubin          | 39         | 3          |                 | 3               | 0               |                    | -                  | -                  |             | -           | -           | 42     | 3      |        |
| 2021-2022             | Celtic                | SP                    | 34         | 0          | SC+CdL          | 3+3             | 0               | UCL+UEL+UECL       | 0+7+2              | 0                  | -           | -           | -           | 49     | 0      |        |
| 2022-2023             | Celtic                | SP                    | 28         | 3          | CS+CdL          | 5+3             | 0               | UCL                | 1                  | 0                  | -           | -           | -           | 37     | 3      |        |
| ago.2023              | Celtic                | SP                    | 1          | 0          | CS+CdL          | 0+0             | 0               | UCL                | 0                  | 0                  | -           | -           | -           | 1      | 0      |        |
| Totale Celtic         | Totale Celtic         | Totale Celtic         | 63         | 3          |                 | 14              | 0               |                    | 10                 | 0                  |             | -           | -           | 87     | 3      |        |
| ago.2023-2024         | Celta Vigo            | PD                    | 19         | 1          | CR              | 3               | 0               |                    | -                  | -                  |             | -           | -           | 22     | 1      |        |
| Totale carriera       | Totale carriera       | Totale carriera       | 236        | 10         |                 | 36              | 0               |                    | 14                 | 0                  |             | -           | -           | 286    | 10     |        |

### Cronologia presenze e reti in nazionale
| Cronologia completa delle presenze e delle reti in nazionale ― Svezia | Cronologia completa delle presenze e delle reti in nazionale ― Svezia | Cronologia completa delle presenze e delle reti in nazionale ― Svezia | Cronologia completa delle presenze e delle reti in nazionale ― Svezia | Cronologia completa delle presenze e delle reti in nazionale ― Svezia | Cronologia completa delle presenze e delle reti in nazionale ― Svezia | Cronologia completa delle presenze e delle reti in nazionale ― Svezia | Cronologia completa delle presenze e delle reti in nazionale ― Svezia |
| Data                                                                  | Città                                                                 | In casa                                                               | Risultato                                                             | Ospiti                                                                | Competizione                                                          | Reti                                                                  | Note                                                                  |
| --------------------------------------------------------------------- | --------------------------------------------------------------------- | --------------------------------------------------------------------- | --------------------------------------------------------------------- | --------------------------------------------------------------------- | --------------------------------------------------------------------- | --------------------------------------------------------------------- | --------------------------------------------------------------------- |
| 8-10-2020                                                             | Mosca                                                                 | Russia                                                                | 1 – 2                                                                 | Svezia                                                                | Amichevole                                                            | -                                                                     |                                                                       |
| 11-11-2020                                                            | Brøndby                                                               | Danimarca                                                             | 2 – 0                                                                 | Svezia                                                                | Amichevole                                                            | -                                                                     | 75’                                                                   |
| 31-3-2021                                                             | Solna                                                                 | Svezia                                                                | 1 – 0                                                                 | Estonia                                                               | Amichevole                                                            | -                                                                     |                                                                       |
| 5-9-2021                                                              | Solna                                                                 | Svezia                                                                | 2 – 1                                                                 | Uzbekistan                                                            | Amichevole                                                            | -                                                                     | 62’                                                                   |
| 2-6-2022                                                              | Lubiana                                                               | Slovenia                                                              | 0 – 2                                                                 | Svezia                                                                | UEFA Nations League 2022-2023 - 1º turno                              | -                                                                     | 45+2’                                                                 |
| 16-6-2023                                                             | Solna                                                                 | Svezia                                                                | 4 – 1                                                                 | Nuova Zelanda                                                         | Amichevole                                                            | -                                                                     |                                                                       |
| 9-9-2023                                                              | Tallinn                                                               | Estonia                                                               | 0 – 5                                                                 | Svezia                                                                | Qual. Euro 2024                                                       | -                                                                     | 46’                                                                   |
| 25-3-2024                                                             | Solna                                                                 | Svezia                                                                | 1 – 0                                                                 | Albania                                                               | Amichevole                                                            | -                                                                     | 86’                                                                   |
| 5-6-2024                                                              | Copenaghen                                                            | Danimarca                                                             | 2 – 1                                                                 | Svezia                                                                | Amichevole                                                            | -                                                                     | 54’                                                                   |
| 8-6-2024                                                              | Solna                                                                 | Svezia                                                                | 0 – 3                                                                 | Serbia                                                                | Amichevole                                                            | -                                                                     | 79’                                                                   |
| 5-9-2024                                                              | Baku                                                                  | Azerbaigian                                                           | 1 – 3                                                                 | Svezia                                                                | UEFA Nations League 2024-2025 - 1º turno                              | -                                                                     | 72’                                                                   |
| 16-11-2024                                                            | Solna                                                                 | Svezia                                                                | 2 – 1                                                                 | Slovacchia                                                            | UEFA Nations League 2024-2025 - 1º turno                              | -                                                                     | 26’                                                                   |
| 19-11-2024                                                            | Solna                                                                 | Svezia                                                                | 6 – 0                                                                 | Azerbaigian                                                           | UEFA Nations League 2024-2025 - 1º turno                              | -                                                                     |                                                                       |
| 22-3-2025                                                             | Lussemburgo                                                           | Lussemburgo                                                           | 1 – 0                                                                 | Svezia                                                                | Amichevole                                                            | -                                                                     |                                                                       |
| Totale                                                                |                                                                       | Presenze                                                              | 14                                                                    |                                                                       | Reti                                                                  | 0                                                                     |                                                                       |

## Palmarès

### Club

#### Competizioni nazionali
- Coppa di Lega scozzese: 2

Celtic: 2021-2022, 2022-2023
- Campionato scozzese: 2

Celtic: 2021-2022, 2022-2023
- Coppa di Scozia: 1

Celtic: 2022-2023